# Geldschneider

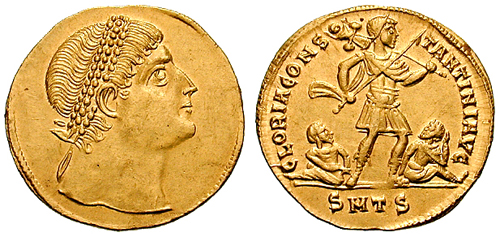
Münze mit deutlichen Randschnitten

Als Geldschneider bezeichnete man ursprünglich einen Geldwechsler, der sich durch das Beschneiden der Ränder von Gold- oder Silbermünzen unlauter bereichert.

## Altertum und Mittelalter
In Altertum und Mittelalter waren Münzen aus Edelmetall in vielen Ländern der Welt als Währung im Umlauf.

## Neuzeit
In der heutigen Zeit wird der Begriff eher für allzu sehr auf Gewinn bedachte Personen (Wucherer) verwendet, als Geldschneiderei auch als Synonym für Wucher.